# Llista de Béns Culturals d'Interès Nacional del Baix Penedès
Llista de Béns Culturals d'Interès Nacional del Baix Penedès inscrits en el Registre de Béns Culturals d'Interès Nacional (BCIN) del Departament de Cultura de la Generalitat de Catalunya per a la comarca del Baix Penedès. Inclou els béns immobles més rellevants del patrimoni cultural que tenen la categoria de protecció de major rang com a unitat singular, conjunt, espai o zona amb valors culturals, històrics o tècnics.
L'any 2018, el Baix Penedès comptava amb 41 béns culturals d'interès nacional classificats en 37 monuments històrics i 4 zones arqueològiques. A continuació es mostren les últimes dades disponibles ordenades per municipis.

## Patrimoni arquitectònic
| Monument                                                     | Protecció       | Estil/època                        | Localització                                                  | Coordenades                                          | Codi?         | Imatge |
| ------------------------------------------------------------ | --------------- | ---------------------------------- | ------------------------------------------------------------- | ---------------------------------------------------- | ------------- | --- |
| Castell d'Albinyana, o Castell de l'Esquernosa               | BCIN 747-MH     |                                    | Albinyana Al costat de l'ermita de Sant Antoni                | 41° 14′ 29″ N, 1° 28′ 32″ E / 41.241310°N,1.475510°E | RI-51-0006549 | Castell d'Albinyana · Carregueu una nova foto d'aquest monument                                                                           |
| Torre del Papiol                                             | BCIN 474-MH     | Romànic Medieval                   | L'Arboç El Papiol                                             | 41° 17′ 01″ N, 1° 36′ 13″ E / 41.283578°N,1.603492°E | RI-51-0006575 | Torre del Papiol (l'Arboç) · Vegeu més fotos d'aquest monument · Carregueu una nova foto d'aquest monument                                |
| Església de Sant Julià                                       | BCIN 3948-MH-EN | Barroc, gòtic tardà XVII           | L'Arboç C. Major                                              | 41° 16′ 04″ N, 1° 36′ 15″ E / 41.267897°N,1.604202°E | RI-51-0012083 | Església de Sant Julià (l'Arboç) · Vegeu més fotos d'aquest monument · Carregueu una nova foto d'aquest monument                          |
| Muralles de l'Arboç                                          | BCIN 4123-MH-ZA | Medieval                           | L'Arboç C. de la Muralla i altres                             | 41° 16′ 05″ N, 1° 36′ 14″ E / 41.268192°N,1.603869°E | IPA-39821     | Muralles de l'Arboç · Vegeu més fotos d'aquest monument · Carregueu una nova foto d'aquest monument                                       |
| Castell de Banyeres, o la Guàrdia de Banyeres                | BCIN 505-MH     | Romànic XIII-XIV                   | Banyeres del Penedès Turó del Castell                         | 41° 16′ 52″ N, 1° 34′ 43″ E / 41.281242°N,1.5786°E   | RI-51-0006581 | Castell de Banyeres (Banyeres del Penedès) · Vegeu més fotos d'aquest monument · Carregueu una nova foto d'aquest monument                |
| La Casa Murada                                               | BCIN 506-MH     | Gòtic tardà, obra popular Medieval | Banyeres del Penedès                                          | 41° 16′ 26″ N, 1° 31′ 43″ E / 41.273828°N,1.5286°E   | RI-51-0006582 | La Casa Murada (Banyeres del Penedès) · Vegeu més fotos d'aquest monument · Carregueu una nova foto d'aquest monument                     |
| Mas de la Muga                                               | BCIN 532-MH     | Historicisme XIX                   | Bellvei                                                       | 41° 13′ 26″ N, 1° 33′ 57″ E / 41.223933°N,1.565881°E | RI-51-0006589 | Mas de la Muga (Bellvei) · Vegeu més fotos d'aquest monument · Carregueu una nova foto d'aquest monument                                  |
| Torre de Bellvei                                             | BCIN 533-MH     | Obra popular XIV-XV                | Bellvei Pl. Nova, 1                                           | 41° 14′ 28″ N, 1° 34′ 36″ E / 41.241006°N,1.576564°E | RI-51-0006590 | Torre de Bellvei · Vegeu més fotos d'aquest monument · Carregueu una nova foto d'aquest monument                                          |
| Castell de la Bisbal, Casal dels Salvà                       | BCIN 547-MH     | Gòtic XIV                          | La Bisbal del Penedès Pl. Major - c. Baixada del pont         | 41° 16′ 53″ N, 1° 29′ 12″ E / 41.281347°N,1.486737°E | RI-51-0006595 | Castell de la Bisbal (la Bisbal del Penedès) · Vegeu més fotos d'aquest monument · Carregueu una nova foto d'aquest monument              |
| Torre de l'Ortigós                                           | BCIN 548-MH     | Obra popular Medieval              | La Bisbal del Penedès L'Ortigós                               | 41° 17′ 01″ N, 1° 31′ 06″ E / 41.283622°N,1.518462°E | RI-51-0006596 | Torre de l'Ortigós (la Bisbal del Penedès) · Vegeu més fotos d'aquest monument · Carregueu una nova foto d'aquest monument                |
| Torre forta de Santa Cristina                                | BCIN 549-MH     | Obra popular Medieval              | La Bisbal del Penedès Al costat de l'ermita de Santa Cristina | 41° 16′ 18″ N, 1° 26′ 25″ E / 41.27175°N,1.440292°E  | RI-51-0006597 | Torre forta de Santa Cristina (la Bisbal del Penedès) · Vegeu més fotos d'aquest monument · Carregueu una nova foto d'aquest monument     |
| Castell i església de la Santa Creu de Calafell              | BCIN 314-MH     | Romànic XI, XII-XIV, XVIII         | Calafell Turó del Castell                                     | 41° 12′ 06″ N, 1° 34′ 06″ E / 41.20155°N,1.568314°E  | RI-51-0006601 | Castell de la Santa Creu de Calafell · Vegeu més fotos d'aquest monument · Carregueu una nova foto d'aquest monument                      |
| Casa Vella de Segur                                          | BCIN 573-MH     | XIII, XVII                         | Calafell Enderrocada                                          |                                                      | RI-51-0006602 | Carregueu una nova foto d'aquest monument                                                                                                 |
| Torre d'en Viola, Casalot d'en Viola, Mas d'en Vives         | BCIN 574-MH     | Obra popular XVII                  | Calafell Sobre un turó a la cara nord de la Muntanya del Comú | 41° 11′ 48″ N, 1° 34′ 54″ E / 41.19673°N,1.581755°E  | RI-51-0006603 | Torre d'en Viola (Calafell) · Vegeu més fotos d'aquest monument · Carregueu una nova foto d'aquest monument                               |
| La Talaia de Calafell                                        | BCIN 799-MH     | Obra popular XV-XVIII              | Calafell Dalt del turó de la Talaia                           | 41° 11′ 58″ N, 1° 35′ 27″ E / 41.199319°N,1.59095°E  | RI-51-0006604 | Carregueu una nova foto d'aquest monument                                                                                                 |
| Castell de Cunit                                             | BCIN 721-MH     | Obra popular                       | Cunit Av. de la Font                                          | 41° 11′ 50″ N, 1° 37′ 58″ E / 41.197222°N,1.632778°E | RI-51-0006620 | Castell de Cunit · Vegeu més fotos d'aquest monument · Carregueu una nova foto d'aquest monument                                          |
| Castell de Llorenç                                           | BCIN 1001-MH    | Gòtic, historicisme XVIII, XIX, XX | Llorenç del Penedès Pl. del Castell                           | 41° 17′ 05″ N, 1° 33′ 08″ E / 41.284626°N,1.552212°E | RI-51-0006639 | Castell de Llorenç (Llorenç del Penedès) · Vegeu més fotos d'aquest monument · Carregueu una nova foto d'aquest monument                  |
| Castell de Marmellar                                         | BCIN 1091-MH    | Romànic XII                        | El Montmell Cim del turó de Marmellar                         | 41° 21′ 32″ N, 1° 33′ 04″ E / 41.358842°N,1.551011°E | RI-51-0006648 | Castell de Marmellar (el Montmell) · Vegeu més fotos d'aquest monument · Carregueu una nova foto d'aquest monument                        |
| Castell del Montmell i església de Sant Miquel del Montmell  | BCIN 1092-MH    | Medieval                           | El Montmell Cim de la serra de Montmell                       | 41° 19′ 51″ N, 1° 27′ 25″ E / 41.330858°N,1.457044°E | RI-51-0006649 | Castell del Montmell · Vegeu més fotos d'aquest monument · Carregueu una nova foto d'aquest monument                                      |
| Torreta de Vallflor                                          | BCIN 1093-MH    | Obra popular XIII                  | El Montmell                                                   | 41° 20′ 32″ N, 1° 29′ 10″ E / 41.342275°N,1.486181°E | RI-51-0006650 | Torreta de Vallflor (el Montmell) · Vegeu més fotos d'aquest monument · Carregueu una nova foto d'aquest monument                         |
| Torre Milà, o Torre de Cal Saumell                           | BCIN 1094-MH    | Obra popular XI                    | El Montmell Serra de la Torre del Milà                        | 41° 20′ 00″ N, 1° 27′ 49″ E / 41.333307°N,1.46366°E  | RI-51-0006651 | Torre Milà (el Montmell) · Vegeu més fotos d'aquest monument · Carregueu una nova foto d'aquest monument                                  |
| Castell de Can Ferrer i Mas de les Ventoses                  | BCIN 1095-MH    | Medieval                           | El Montmell                                                   | 41° 20′ 14″ N, 1° 31′ 54″ E / 41.337222°N,1.531667°E | RI-51-0006652 | Castell de Can Ferrer i Mas de les Ventoses (el Montmell) · Vegeu més fotos d'aquest monument · Carregueu una nova foto d'aquest monument |
| Castellot de Mas Mateu                                       | BCIN 1381-MH    | Medieval                           | El Montmell                                                   | 41° 17′ 38″ N, 1° 24′ 20″ E / 41.293933°N,1.405544°E | RI-51-0006707 | Carregueu una nova foto d'aquest monument                                                                                                 |
| Castellvell de Gemenells, o Castell vell de Giminells        | BCIN 1471-MH    | Obra popular                       | Sant Jaume dels Domenys Partida de la Plana del Castell       | 41° 18′ 20″ N, 1° 32′ 21″ E / 41.305481°N,1.539035°E | RI-51-0006712 | Carregueu una nova foto d'aquest monument                                                                                                 |
| Castellnou de Gemenells, o Castell nou de Giminells          | BCIN 1472-MH    | Obra popular XVII-XX               | Sant Jaume dels Domenys C. Pau Casals, veïnat de l'Hostal     | 41° 18′ 09″ N, 1° 32′ 27″ E / 41.30259°N,1.54087°E   | RI-51-0006713 | Castellnou de Gemenells (Sant Jaume dels Domenys) · Vegeu més fotos d'aquest monument · Carregueu una nova foto d'aquest monument         |
| Torre de Lleger                                              | BCIN 1473-MH    | XII-XIII                           | Sant Jaume dels Domenys C. del Raval, Lletger                 | 41° 17′ 38″ N, 1° 34′ 46″ E / 41.293919°N,1.579353°E | RI-51-0006714 | Torre de Lleger (Sant Jaume dels Domenys) · Vegeu més fotos d'aquest monument · Carregueu una nova foto d'aquest monument                 |
| Masia de Valldeflor                                          | BCIN 1474-MH    | XV-XX                              | Sant Jaume dels Domenys Camí dels Clots                       | 41° 18′ 03″ N, 1° 35′ 03″ E / 41.300887°N,1.584175°E | RI-51-0006715 | Carregueu una nova foto d'aquest monument                                                                                                 |
| Castell de Santa Oliva, església de la Mare de Déu del Remei | BCIN 1423-MH    | Romànic, gòtic XI-XII, XV, XVIII   | Santa Oliva Pl. del Castell                                   | 41° 15′ 13″ N, 1° 32′ 58″ E / 41.253571°N,1.549424°E | RI-51-0006720 | Castell de Santa Oliva · Vegeu més fotos d'aquest monument · Carregueu una nova foto d'aquest monument                                    |
| Castell de Sant Vicenç de Calders                            | BCIN 1725-MH    |                                    | El Vendrell Sant Vicenç de Calders                            | 41° 12′ 14″ N, 1° 30′ 52″ E / 41.203975°N,1.514556°E | RI-51-0006775 | Castell de Sant Vicenç de Calders (el Vendrell) · Vegeu més fotos d'aquest monument · Carregueu una nova foto d'aquest monument           |
| Torre del Telègraf                                           | BCIN 1726-MH    | Obra popular XIX                   | El Vendrell C. de les Clotes, els Masos de Coma-ruga          | 41° 11′ 33″ N, 1° 30′ 31″ E / 41.192578°N,1.508711°E | RI-51-0006776 | Torre del Telègraf (el Vendrell) · Vegeu més fotos d'aquest monument · Carregueu una nova foto d'aquest monument                          |
| Torre del Cintoi                                             | BCIN 1727-MH    | Obra popular XIII-XIV              | El Vendrell C. del Cintoi                                     | 41° 12′ 48″ N, 1° 32′ 04″ E / 41.213371°N,1.534499°E | RI-51-0006777 | Torre del Cintoi (el Vendrell) · Vegeu més fotos d'aquest monument · Carregueu una nova foto d'aquest monument                            |
| Mas del Bombo, o Mas del Xombo                               | BCIN 1728-MH    | Obra popular XVI                   | El Vendrell Urb. la Muntanyeta, davant del cementiri          | 41° 13′ 10″ N, 1° 32′ 42″ E / 41.219343°N,1.544869°E | RI-51-0006778 | Mas del Bombo (el Vendrell) · Vegeu més fotos d'aquest monument · Carregueu una nova foto d'aquest monument                               |
| Torre del Mas Francàs                                        | BCIN 1729-MH    | Obra popular XV, XVIII-XIX, XX     | El Vendrell Ctra. N-340, km 1.186                             | 41° 10′ 46″ N, 1° 29′ 56″ E / 41.179406°N,1.49875°E  | RI-51-0006779 | Torre del Mas Francàs (el Vendrell) · Vegeu més fotos d'aquest monument · Carregueu una nova foto d'aquest monument                       |
| Corralot d'en Virgili                                        | BCIN 1730-MH    | Obra popular XVI-XVII              | El Vendrell                                                   | 41° 12′ 22″ N, 1° 28′ 46″ E / 41.206228°N,1.479497°E | RI-51-0006780 | Carregueu una nova foto d'aquest monument                                                                                                 |
| Torre del Botafoc                                            | BCIN 1731-MH    | Obra popular XIX                   | El Vendrell Av. de la Riera de la Bisbal                      | 41° 13′ 27″ N, 1° 31′ 47″ E / 41.224092°N,1.529694°E | RI-51-0006781 | Torre de Botafocs (el Vendrell) · Vegeu més fotos d'aquest monument · Carregueu una nova foto d'aquest monument                           |
| Torre del Puig                                               | BCIN 1732-MH    | XIX                                | El Vendrell Av. del Baix Penedès - c. Bonaventura Gassol      | 41° 12′ 57″ N, 1° 32′ 19″ E / 41.215917°N,1.538607°E | RI-51-0006782 | Torre del Puig (el Vendrell) · Vegeu més fotos d'aquest monument · Carregueu una nova foto d'aquest monument                              |
| Casa d'Àngel Guimerà, Cal Ximet                              | BCIN 4200-LH    | Obra popular                       | El Vendrell C. Santa Anna, 8                                  | 41° 13′ 19″ N, 1° 32′ 04″ E / 41.22197°N,1.53445°E   | IPA-5453      | Casa d'Àngel Guimerà (el Vendrell) · Vegeu més fotos d'aquest monument · Carregueu una nova foto d'aquest monument                        |
| El Portal del Pardo                                          | BCIN 4353-MH    | Gòtic tardà XVII                   | El Vendrell C. Major, 25                                      | 41° 13′ 11″ N, 1° 32′ 02″ E / 41.21984°N,1.53399°E   | IPA-2077      | El Portal del Pardo (el Vendrell) · Vegeu més fotos d'aquest monument · Carregueu una nova foto d'aquest monument                         |

## Patrimoni arqueològic
Un dels jaciments del Baix Penedès està inscrit com a Patrimoni de la Humanitat com a part de l'art rupestre de l'arc mediterrani de la península Ibèrica.
| Monument                                                                    | Protecció       | Estil/època | Localització                            | Coordenades                                          | Codi?         | Imatge                                                             |
| --------------------------------------------------------------------------- | --------------- | --- | --------------------------------------- | ---------------------------------------------------- | ------------- | ------------------------------------------------------------------ |
| Cova de Vallmajor                                                           | PH BCIN 2041-ZA | Cova natural amb representació gràfica, pintura Des de Bronze Antic a Bronze Mig (-1800/-1200). Ferro-Ibèric Final (-200/-50) | Albinyana Sobre el torrent de Vallmajor | 41° 14′ 17″ N, 1° 28′ 30″ E / 41.238054°N,1.474989°E | RI-55-0000501 | Carregueu una nova foto d'aquest monument                          |
| Les Masies de Sant Miquel, Can Canyís i ermita de Sant Miquel o Grita Vella | BCIN 2042-ZA    | Poblat ibèric, necròpolis, vil·la romana Des de Ferro-Ibèric Antic a Romà Alt Imperi (-100/192)                               | Banyeres del Penedès                    | 41° 16′ 18″ N, 1° 33′ 33″ E / 41.271531°N,1.559128°E | IPAPC-6789    | Carregueu una nova foto d'aquest monument                          |
| Fondo del Roig                                                              | BCIN 2072-ZA    | Lloc d'habitació amb estructures conservades, poblat Ferro-Ibèric Ple (-450/-200)                                             | Cunit                                   | 41° 12′ 43″ N, 1° 37′ 14″ E / 41.21202°N,1.62068°E   | IPAPC-10573   | Fondo del Roig (Cunit) · Carregueu una nova foto d'aquest monument |

A més, la muralla de l'Arboç té doble protecció com a monument històric i com a zona arqueològica.